# Agrostis clavata
Agrostis clavata é uma espécie de gramínea do gênero Agrostis, pertencente à família Poaceae.